# Peltopes peninsulae
Peltopes peninsulae is een vlokreeftensoort uit de familie van de Cyproideidae. De wetenschappelijke naam van de soort is voor het eerst geldig gepubliceerd in 1955 door Hurley.